# José Rueda
José Rueda (ur. 8 marca 1900 w Guaxupé - zm. ?) – piłkarz brazylijski grający na pozycji obrońcy.

## Kariera klubowa
José Rueda karierę piłkarską rozpoczął w klubie Corinthians Paulista w 1924 roku. Z Corinthians trzykrotnie zdobył mistrzostwo stanu São Paulo – Campeonato Paulista w 1924, 1927 i 1928 roku. W latach 1928–1929 grał w Paulistano São Paulo. Ostatnie dwa lata kariery spędził w klubie Ypiranga São Paulo.

## Kariera reprezentacyjna
José Rueda wziął udział w turnieju Copa América 1925. Brazylia zajęła drugie miejsce, a Rueda był rezerwowym i nie zagrał w żadnym spotkaniu. Jedyny raz w reprezentacji zagrał 25 grudnia 1925 w meczu z Argentyną podczas Copa América 1925.